# Larslejsstræde
Larslejsstræde er en gade i Indre By i København. Gaden forbinder Sankt Peders Stræde med Nørre Voldgade.
I 1571 kan man læse om Lasse Leegs stræde opkaldt efter en mand af det navn, der i mange år havde en gård i gaden. I årenes løb varierede stavemåden mellem Lasse-, Laurs-, Leeg-, Leyell- og Leig-, før det til sidst endte med Larslejsstræde.
Strædet er dog ældre og var i middelalderen adgangsvej til Skt. Johannes og Skt. Birgitte Alters gård samt til Sankt Peders kirkegård. Gaden var oprindelig en blind sidegade til Sankt Peders Stræde. 14. marts 1495 kan man læse "...thet lille strede som ær mellem sancti Peders(stræde) oc then bolegh som her Jens vicarius till sancte Birgitte alters nu udj boer".
Digterpræsten Kaj Munk boede i Larslejsstræde 1 i årene 1919-1921, hvilket fremgår af en mindeplade på huset. I nr. 5-7 ligger den tysk-danske privatskole Sankt Petri Skole overfor Sankt Petri Kirke. I nr. 11 findes Brødrene Petersens Jomfrukloster.